# چیتی (کازرون)
چیتی (کازرون)، روستایی از توابع بخش خشت و کمارج شهرستان کازرون در استان فارس ایران است.
مردم این روستا همانند روستا های اطراف لرتبار هستند و به زبان لری محلی سخن می گویند

## جمعیت
این روستا در دهستان خشت قرار دارد و براساس سرشماری مرکز آمار ایران در سال ۱۳۸۵، جمعیت آن ۳۷۸ نفر (۷۰خانوار) بوده‌است.